# Бонни, Саймон
Саймон Бонни (англ. Simon Bonney; род. в 1961 году) — австралийский музыкант, основатель рок-коллектива Crime and the City Solution.

## Биография
Саймон Бонни родился в Сиднее в 1961 году. В возрасте 16-ти лет он основал группу под названием Crime and the City Solution, исполнявшую зарождающийся в Австралии пост-панк. Состав коллектива неоднократно менялся, и единственным его постоянным участником был сам Бонни. Первые и вторые Crime and the City Solution, базировавшиеся, соответственно, в Сиднее и Мельбурне, просуществовали не больше года, не записав ни одной песни. В 1985 году Саймон собрал третий состав, в который вошли бывшие участники пост-панк-квинтета The Birthday Party. Третьи Crime and the City Solution выпустили весьма успешный альбом Room of Lights и снялись в притче Вима Вендерса «Небо над Берлином». Группа выступала в Лондоне и Берлине, а в 1987 году произошла очередная смена состава. Четвёртые Crime and the City Solution записали три мрачных панк-блюзовых альбома и прекратили своё существование в 1990 году.
Бонни женился на участнице группы — Бронуине Адамс — и переехал вместе с ней в Лос-Анджелес. Музыкант увлёкся творчеством Джонни Кэша и Марти Роббинса. В 1992 и 1995 году вышли альбомы Forever и Everyman, отмеченные влиянием исполнителей кантри и записанные в Теннесси и Техасе соответственно. В конце 1990-х, в Мичигане, Бонни подготовил третий альбом, который так и не был выпущен. Отдельные песни музыкант разместил на личной странице в сети Myspace. В 2002 году Саймон, Бронуин и их дети — Роуз-Ли и Бен — вернулись в Австралию. Время от времени Бонни возвращался в Детройт, где играл с местными инди-рок-группами Outrageous Cherry, The Volebeats и другими. В 2011 году он объявил о возрождении Crime and the City Solution спустя более, чем 20 лет бездействия. В 2013 году пятый состав коллектива выпустил новый альбом, озаглавленный American Twilight.

## Дискография
- 1992 — Forever http://www.allmusic.com/album/forever-mw0000076084 Архивная копия от 4 ноября 2016 на Wayback Machine
- 1995 — Everyman http://www.allmusic.com/album/everyman-mw0000113442 Архивная копия от 24 января 2013 на Wayback Machine

Crime and the City Solution
- 1986 — Room of Lights http://www.allmusic.com/album/room-of-lights-mw0000200084 Архивная копия от 10 февраля 2013 на Wayback Machine
- 1988 — Shine http://www.allmusic.com/album/shine-mw0000652345 Архивная копия от 30 декабря 2012 на Wayback Machine
- 1989 — The Bride Ship http://www.allmusic.com/album/the-bride-ship-mw0002023619 Архивная копия от 2 февраля 2013 на Wayback Machine
- 1990 — Paradise Discotheque http://www.allmusic.com/album/paradise-discotheque-mw0000316278 Архивная копия от 2 февраля 2013 на Wayback Machine
- 2013 — American Twilight http://www.allmusic.com/album/american-twilight-mw0002480328 Архивировано 27 мая 2013 года.